# Stade olympique universitaire (Mexico)
Estadio Olímpico Universitario (ou stade olympique de Mexico), est un stade situé à Ciudad Universitaria à Mexico.
Il a été construit en 1952 et était à l'époque le plus grand stade du Mexique.
Il ressemble à un volcan, en raison de la surface sur laquelle il a été construit : la roche volcanique. Ce stade a une capacité de 72,000 places.

## Histoire

### Avant 1968
Durant les années 1950 et 60, le stade était utilisé surtout pour les matches de football américain entre les plus grandes universités mexicaines : Pumas UNAM et IPN. À partir de la fin des années 1950, le stade était utilisé pour des matches de football, de football américain et des épreuves d'athlétisme. 

### Jeux olympiques d'été de 1968
C'est le stade olympique des Jeux olympiques d'été de 1968, où ont eu lieu les compétitions d'athlétisme, de football et les cérémonies officielles. Pour l'évènement, la capacité de places assises a été augmentée, passant de 80 000 à 83 700. Les Jeux de Mexico sont aussi ceux de Tommie Smith et John Carlos qui protestèrent contre la ségrégation raciale aux États-Unis durant la cérémonie des médailles du 200 m.
De nombreux records du monde furent battus : 100 m, 200 m et 400 m masculins. Au saut en longueur, la performance de Bob Beamon (8,90 m soit 55 cm de plus que l'ancien record du monde) fut mise en corrélation avec les conditions atmosphériques (2 200 m d'altitude).

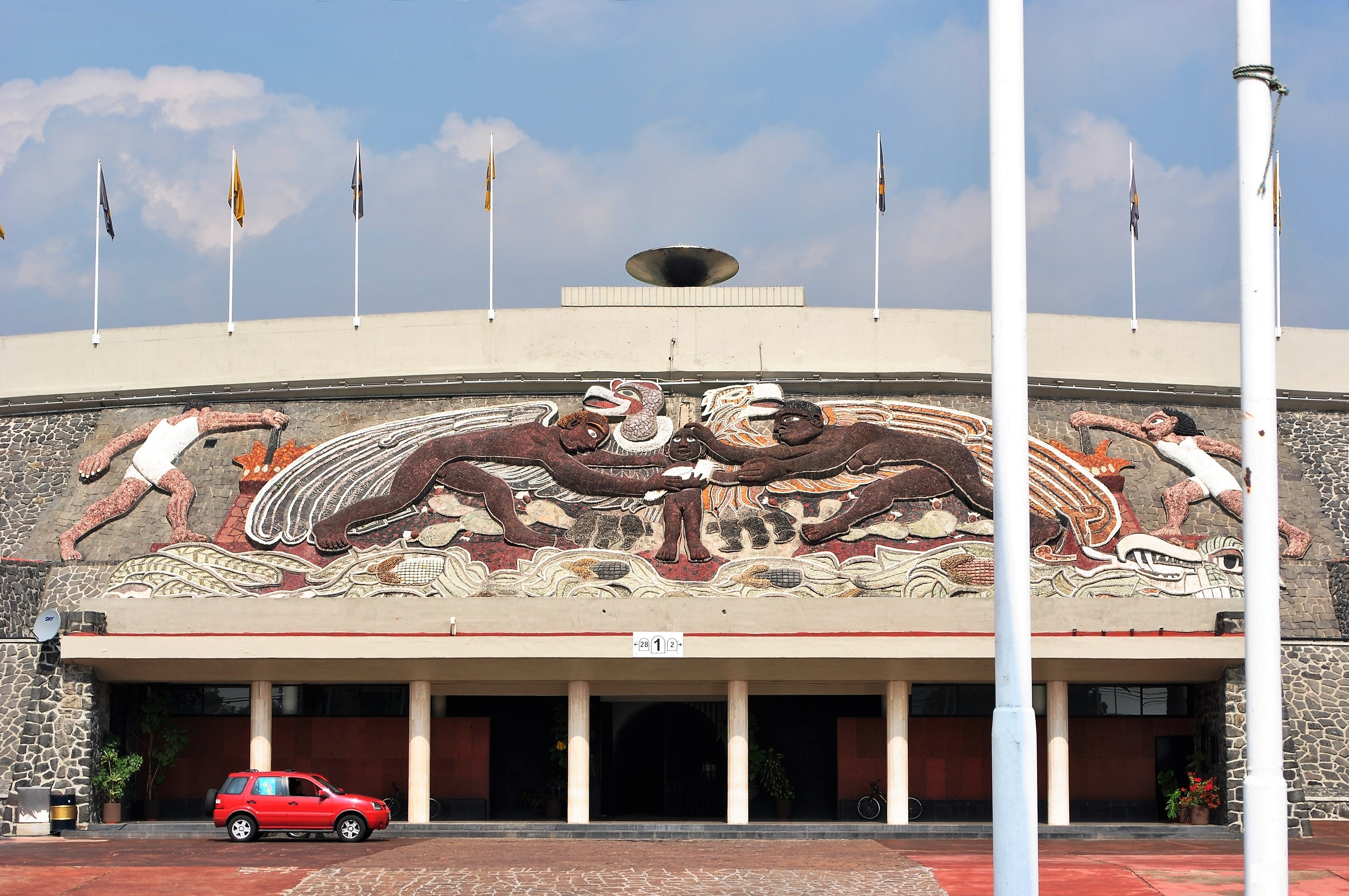
Entrée du stade ornée d'une peinture murale de Diego Rivera et de son assistant Jesús Álvarez Amaya intitulée L'Université, la famille mexicaine, la paix et la jeunesse sportive.

## Coupe du monde de football 1986
Ce stade a aussi accueilli des matchs de football durant la Coupe du monde de football de 1986.
Groupe A
| 2 juin 1986 | Argentine                     | 3 - 1 | Corée du Sud        | Estadio Olímpico Universitario, Mexico                      |                                                             |
| 12:00       | Valdano 6e, 46e · Ruggeri 18e |       | Park Chang-Seon 73e | Spectateurs : 72,000 Arbitrage : Arminio Victoriano Sánchez | Spectateurs : 72,000 Arbitrage : Arminio Victoriano Sánchez |
| 12:00       | (Rapport)                     |       |                     | Spectateurs : 72,000 Arbitrage : Arminio Victoriano Sánchez | Spectateurs : 72,000 Arbitrage : Arminio Victoriano Sánchez |

| 5 juin 1986 | Bulgarie  | 1 - 1 | Corée du Sud     | Estadio Olímpico Universitario, Mexico            |                                                   |
| 16:00       | Getov 11e |       | Kim Jong-Boo 70e | Spectateurs : 45 000 Arbitrage : Fallaj Al Shanar | Spectateurs : 45 000 Arbitrage : Fallaj Al Shanar |
| 16:00       | (Rapport) |       |                  | Spectateurs : 45 000 Arbitrage : Fallaj Al Shanar | Spectateurs : 45 000 Arbitrage : Fallaj Al Shanar |

| 10 juin 1986 | Argentine                   | 2 - 0 | Bulgarie | Estadio Olímpico Universitario, Mexico              |                                                     |
| 12:00        | Valdano 3e · Burruchaga 79e |       |          | Spectateurs : 72,000 Arbitrage : Berny Ulloa Morera | Spectateurs : 72,000 Arbitrage : Berny Ulloa Morera |
| 12:00        | (Rapport)                   |       |          | Spectateurs : 72,000 Arbitrage : Berny Ulloa Morera | Spectateurs : 72,000 Arbitrage : Berny Ulloa Morera |

Huitième de finale
| 17 juin 1986 | France                    | 2 - 0 | Italie | Estadio Olímpico Universitario, Mexico           |                                                  |
| 12:00        | Platini 15e · Stopyra 57e |       |        | Spectateurs : 72,000 Arbitrage : Carlos Esposito | Spectateurs : 72,000 Arbitrage : Carlos Esposito |
| 12:00        | (Rapport)                 |       |        | Spectateurs : 72,000 Arbitrage : Carlos Esposito | Spectateurs : 72,000 Arbitrage : Carlos Esposito |

Maintenant, les Pumas UNAM y jouent des matchs de football américain et les Pumas de la Universidad y jouent au football.